# Sympiesis stigmata
Sympiesis stigmata är en stekelart som beskrevs av Girault 1917. Sympiesis stigmata ingår i släktet Sympiesis och familjen finglanssteklar. Inga underarter finns listade i Catalogue of Life.